# Aristida mendocina
Aristida mendocina är en gräsart som beskrevs av Rodolfo Amando Philippi. Aristida mendocina ingår i släktet Aristida och familjen gräs. Inga underarter finns listade i Catalogue of Life.